# NGC 7207
NGC 7207 је лентикуларна галаксија у сазвежђу Пегаз која се налази на NGC листи објеката дубоког неба.
Деклинација објекта је + 16° 46' 4" а ректасцензија 22h 5m 45,6s. Привидна величина (магнитуда) објекта NGC 7207 износи 14,8 а фотографска магнитуда 15,8.